# 拱門國家公園
（又被译作拱门国家公园）是美國的一個國家公園，位於猶他州東部、摩押以北4英里（6公里）處，緊鄰科羅拉多河。公園保存了包括世界知名的精緻拱門在内的超過2000座天然拱門，以及獨特的地理資源和地形。拱門國家公園的天然拱門是全世界密度最高的。
公園面積為310.31平方公里（76,679英畝；119.811平方英里）的高地沙漠，位在科羅拉多高原上。園內最高处象峰，海拔5,653英尺（1,723公尺）；最低处遊客中心，海拔4,085英尺（1,245公尺）。公園年均降雨量少於10英寸（250 mm）。
阿切斯国家公园由美国国家公园管理局负责管理，最初于1929年4月12日成为国家紀念區，1971年11月12日成为国家公园。2018年游客数量达160萬人。

## 成立目的
公園創立文件中所敘述:
拱門國家公園的目的是為了保護特別的地質景觀，包括拱門、天然橋、窗、尖塔、平衡石，以及其他地質、歷史和科學特色，並在雄偉的自然環境中，提供體驗上述資源及附屬價值的機會。

## 地質

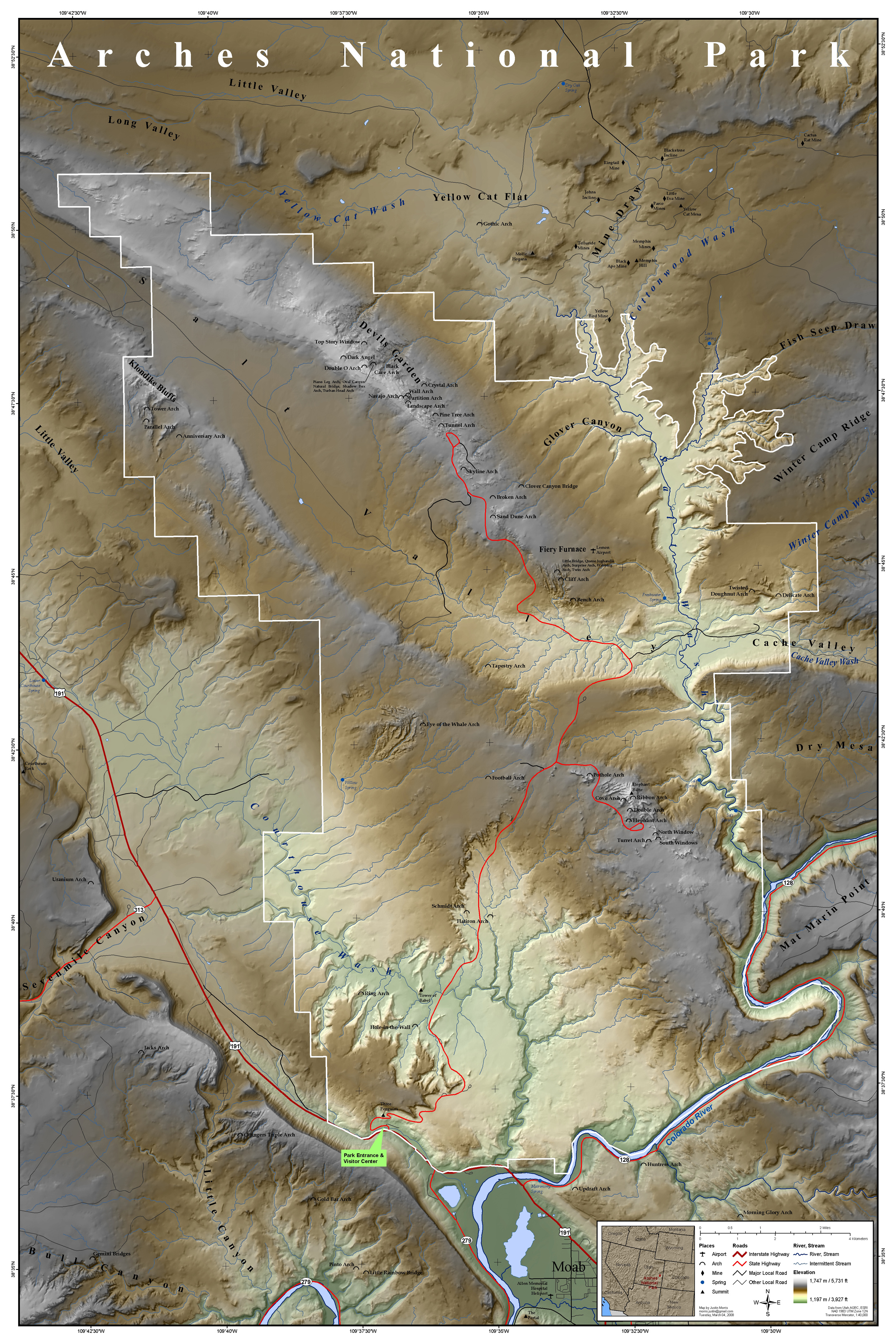
拱門國家公園地圖

拱門國家公園位於地底蒸發岩或鹽層上方，因此造成了拱門、尖塔、平衡石、砂岩鰭和孤立岩的形成。鹽岩層在某些地方達數千英尺深，約在3億年前沉積。當時海水流入科羅拉多高原中的悖論盆地，並在最終被蒸發。海水消失的幾百萬年後，鹽層被東北方安肯帕格里高原風化形成的碎石所覆蓋。在侏儸紀時代早期（約2億年前），沙漠地形形成，範圍廣大的納瓦霍砂岩層在此時沉積。其後，水流和風化的沉積物形成了恩特拉達沙岩層（約1億4千萬年前），並沉積於納瓦霍砂岩層上。往後沉積了超過5,000英尺（1,500公尺）厚的年輕地質層，但多被完全侵蝕，殘餘物則存在於白堊紀曼柯斯頁岩暴露的區域。此地區的拱門大多形成於恩特拉達砂岩層內。
沉積層的重量使下方的鹽岩層液化並推擠成為鹽丘。此區的蒸發岩形成罕見的「鹽背斜層」或線形隆起區域。其後，斷層的出現使整個岩層沉降到鹽丘之間的區域，有些地方形成明顯邊緣，如長達2,500英尺（760公尺）長的位移──摩押斷層（可從遊客中心看到）。
隨著侵蝕作用的發生，表層的年輕岩層也漸漸被移除。除了獨立的殘餘物，大多今日可見的地貌為橘紅色的恩特拉達沙岩層（如多數拱門）和米色的納瓦霍砂岩層。它們形成了如同千層蛋糕一般的公園景色。之後，水從地表的裂縫和褶皺滲入岩層中，當結冰時便使岩層受壓力而碎裂，而風則清除了鬆動的碎石，一系列鰭因此產生。在水和風持續侵蝕之下，石塊坍塌並破壞了部分的鰭。而剩餘的鰭儘管部分遭破壞，但在剛好的硬度和平衡之下，產生了有名的拱門。
雖然公園的地形看似堅固持久，但其實非常脆弱。每年1百多萬的遊客對高地沙漠生態系造成嚴重威脅。問題在於土壤表層，有藍菌、藻類、真菌和地衣生長於上。由於公園屬於半乾旱氣候，降雨量不穩，且土壤固著度低，遊客因此對環境造成難以回復的傷害。許多檢測方法已用於比對公園內受干擾與未受干擾土壤間的差異。

## 氣候
根據柯本氣候分類法，拱門國家公園屬於涼帶半乾旱氣候。
| 猶他州拱門國家公園總部    | 猶他州拱門國家公園總部 | 猶他州拱門國家公園總部 | 猶他州拱門國家公園總部 | 猶他州拱門國家公園總部 | 猶他州拱門國家公園總部 | 猶他州拱門國家公園總部 | 猶他州拱門國家公園總部 | 猶他州拱門國家公園總部 | 猶他州拱門國家公園總部 | 猶他州拱門國家公園總部 | 猶他州拱門國家公園總部 | 猶他州拱門國家公園總部 | 猶他州拱門國家公園總部 |
| 月份                      | 1月                    | 2月                    | 3月                    | 4月                    | 5月                    | 6月                    | 7月                    | 8月                    | 9月                    | 10月                   | 11月                   | 12月                   | 全年                   |
| ------------------------- | ---------------------- | ---------------------- | ---------------------- | ---------------------- | ---------------------- | ---------------------- | ---------------------- | ---------------------- | ---------------------- | ---------------------- | ---------------------- | ---------------------- | ---------------------- |
| 历史最高温 °F（°C）       | 63 (17)                | 74 (23)                | 87 (31)                | 93 (34)                | 105 (41)               | 110 (43)               | 116 (47)               | 109 (43)               | 105 (41)               | 95 (35)                | 79 (26)                | 69 (21)                | 116 (47)               |
| 平均高温 °F（°C）         | 41.5 (5.3)             | 50.0 (10.0)            | 62.1 (16.7)            | 69.6 (20.9)            | 80.1 (26.7)            | 92.5 (33.6)            | 98.7 (37.1)            | 95.8 (35.4)            | 87.1 (30.6)            | 72.1 (22.3)            | 55.9 (13.3)            | 41.9 (5.5)             | 70.6 (21.4)            |
| 日均气温 °F（°C）         | 31.9 (−0.1)            | 39.6 (4.2)             | 49.5 (9.7)             | 56.7 (13.7)            | 66.6 (19.2)            | 77.8 (25.4)            | 84.5 (29.2)            | 81.9 (27.7)            | 72.7 (22.6)            | 58.1 (14.5)            | 44.3 (6.8)             | 32.9 (0.5)             | 58.0 (14.4)            |
| 平均低温 °F（°C）         | 22.3 (−5.4)            | 29.1 (−1.6)            | 36.9 (2.7)             | 43.7 (6.5)             | 53.0 (11.7)            | 63.0 (17.2)            | 70.3 (21.3)            | 67.9 (19.9)            | 58.3 (14.6)            | 44.2 (6.8)             | 32.6 (0.3)             | 23.9 (−4.5)            | 45.4 (7.4)             |
| 历史最低温 °F（°C）       | −4 (−20)               | −8 (−22)               | 13 (−11)               | 21 (−6)                | 28 (−2)                | 37 (3)                 | 50 (10)                | 44 (7)                 | 26 (−3)                | 16 (−9)                | 10 (−12)               | −4 (−20)               | −8 (−22)               |
| 平均降水量 （mm）         | 0.55 (14)              | 0.56 (14)              | 0.65 (17)              | 0.71 (18)              | 0.75 (19)              | 0.43 (11)              | 0.73 (19)              | 0.90 (23)              | 0.88 (22)              | 1.12 (28)              | 0.56 (14)              | 0.61 (15)              | 8.45 (215)             |
| 平均降雪量 （cm）         | 2.1 (5.3)              | 1.2 (3.0)              | 0.5 (1.3)              | 0.0 (0.0)              | 0.0 (0.0)              | 0.0 (0.0)              | 0.0 (0.0)              | 0.0 (0.0)              | 0.0 (0.0)              | 0.1 (0.25)             | 0.7 (1.8)              | 3.5 (8.9)              | 8.1 (21)               |
| 平均降水天数（≥ 0.01 in） | 4.2                    | 4.5                    | 4.9                    | 5.0                    | 4.8                    | 2.4                    | 4.7                    | 6.0                    | 4.9                    | 5.5                    | 4.1                    | 3.8                    | 54.8                   |
| 平均降雪天数（≥ 0.1 in）  | 1.5                    | 0.9                    | 0.3                    | 0.0                    | 0.0                    | 0.0                    | 0.0                    | 0.0                    | 0.0                    | 0.1                    | 0.4                    | 2.1                    | 5.3                    |
| 来源：NOAA                |                        |                        |                        |                        |                        |                        |                        |                        |                        |                        |                        |                        |                        |

| 拱門國家公園平均日照時數 | 拱門國家公園平均日照時數 | 拱門國家公園平均日照時數 | 拱門國家公園平均日照時數 | 拱門國家公園平均日照時數 | 拱門國家公園平均日照時數 | 拱門國家公園平均日照時數 | 拱門國家公園平均日照時數 | 拱門國家公園平均日照時數 | 拱門國家公園平均日照時數 | 拱門國家公園平均日照時數 | 拱門國家公園平均日照時數 | 拱門國家公園平均日照時數 | 拱門國家公園平均日照時數 |
| 月份                     | 1月                      | 2月                      | 3月                      | 4月                      | 5月                      | 6月                      | 7月                      | 8月                      | 9月                      | 10月                     | 11月                     | 12月                     | 全年                     |
| ------------------------ | ------------------------ | ------------------------ | ------------------------ | ------------------------ | ------------------------ | ------------------------ | ------------------------ | ------------------------ | ------------------------ | ------------------------ | ------------------------ | ------------------------ | ------------------------ |
| 平均日照時數             | 10.0                     | 10.5                     | 12.0                     | 13.0                     | 14.0                     | 15.0                     | 14.5                     | 13.5                     | 12.5                     | 11.5                     | 10.0                     | 9.5                      | 12.2                     |
| 來源：Weather Atlas      |                          |                          |                          |                          |                          |                          |                          |                          |                          |                          |                          |                          |                          |

## 歷史

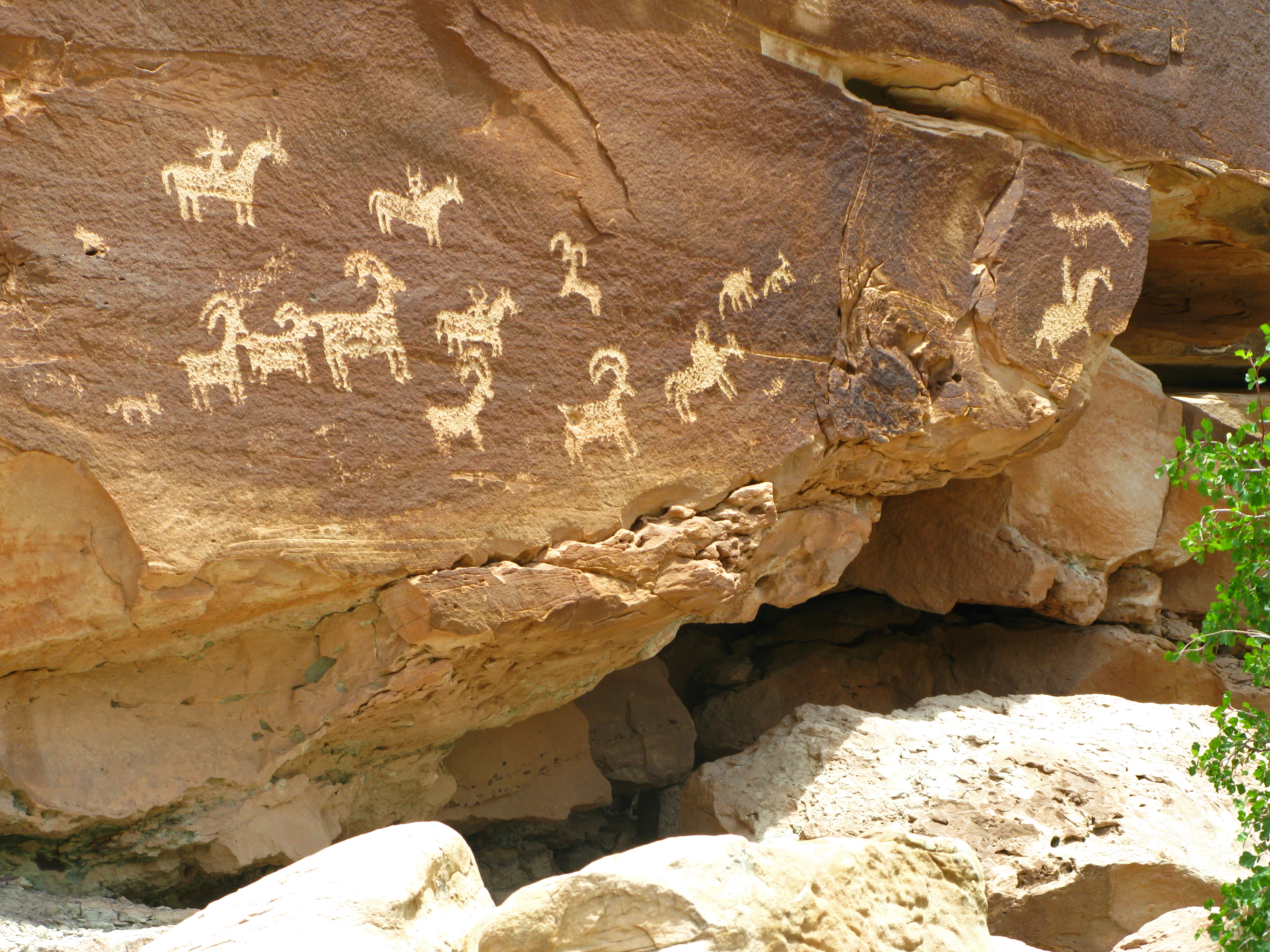
猶特人的岩刻

人類從最近一次冰河時期（1萬年前）就已在此居住。直到7百年前，費利蒙人和阿納薩齊人也定居於此。1775年，西班牙傳教士在此首遇猶特人和派猶特人的部落，但直到1855年摩爾門先驅者才嘗試建立聚落，但不久後便離開。到了1870年代晚期，牧場主、農夫和探礦者開始定居於附近的河谷聚落摩押，而此處的奇岩怪石美景也漸漸傳開，成為可能的觀光景點。
1923年，匈牙利裔探礦者林霍夫（Alexander Ringhoffer）邀請了丹佛和格蘭德河西部鐵路公司經理瓦德利（Frank A. Wadleigh）前來探訪此地區，並有鐵道攝影師比姆（George L. Beam）的陪同。林霍夫之前已和家人探索過附近景點，並且命名為「惡魔花園」（現今的克朗代克懸崖（Klondike Bluffs）），他寫信給鐵路公司，希望能使他們產生興趣。此處的景觀讓瓦德利十分印象深刻，並在之後建議公園管理局的主任馬瑟（Stephen T. Mather），將這裡建為國家紀念區。
隔年，密西根大學研究生勞倫斯·古爾德在附近的拉沙爾山研究地理時，在當地物理學家威廉博士（Dr. J. W. "Doc" Williams）的帶領下造訪此地，古爾德也因此支持建立國家紀念區。

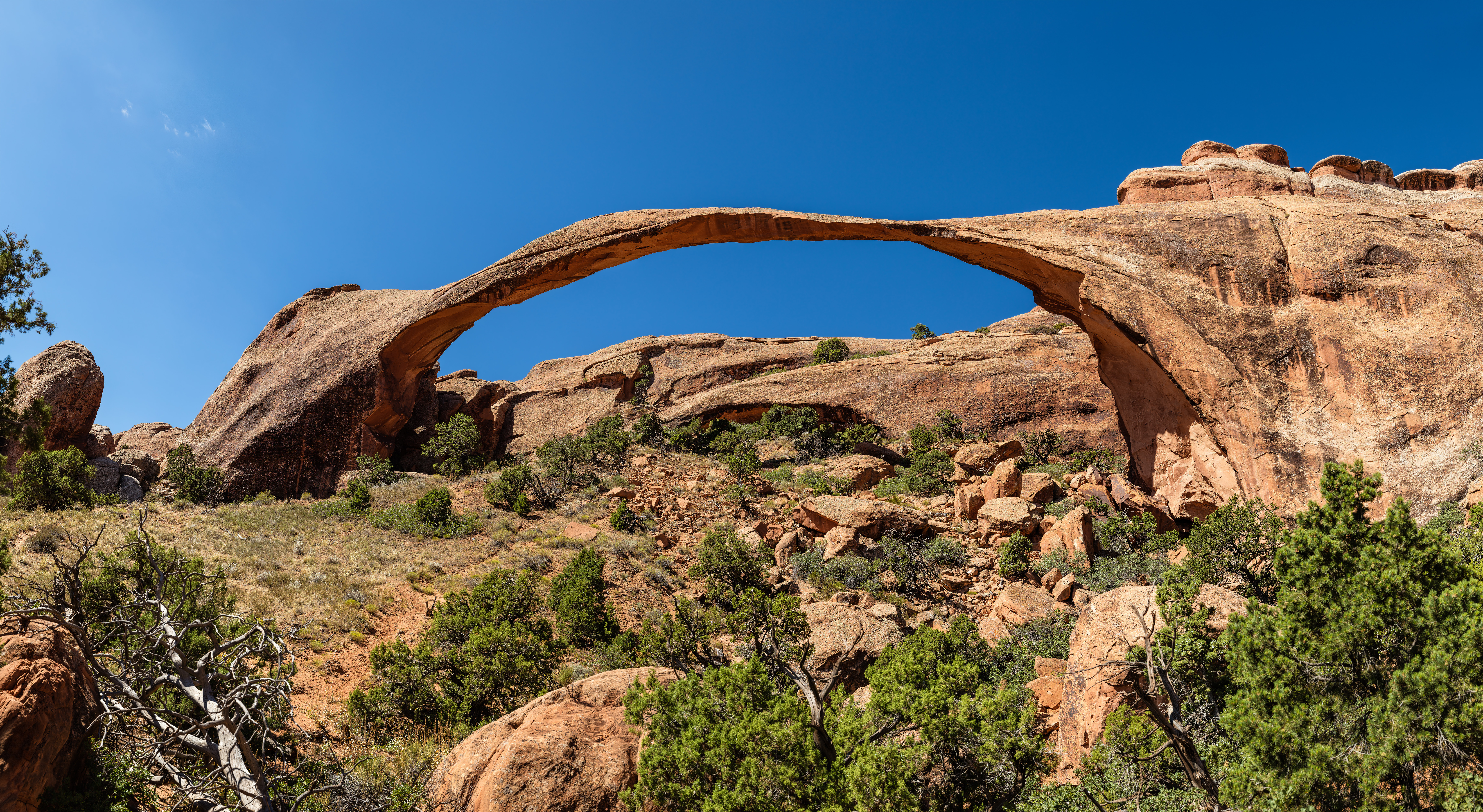
惡魔花園內的景觀拱門，是公園內最長，也是世界第五長的拱門

之後政府對此區域展開一連串的調查，以確定精確的地點。過程中，「惡魔花園」的名稱被移到了鹽谷的對側，包含了公園內最長的景觀拱門。林霍夫最初發現的地點遭到排除，但鄰近的「窗戶區」（The Windows Section）卻包含在內。1926年，公園管理局建議設立國家紀念區，卻被內政部長休伯特·沃克反對。終於在1929年4月，胡佛總統簽署公告，正式成立拱門國家紀念區，範圍包含兩個獨立的小區域。成立的目的是依據1906年《古蹟法案》，為保護拱門、尖塔、平衡石和其他砂岩構造的科學與教育價值。「拱門」的名稱由平克利（Frank Pinkely）在1925年造訪窗戶區時所取，他是公園管理處西南部國家紀念區的負責人。
1938年末，羅斯福總統簽署公告，擴大了保護範圍，並允許建造旅遊設施以促進觀光。1960年，為了方便一條新路線的建設，艾森豪總統做了些微調整。
1969年初，詹森總統在離任前簽署公告，使拱門範圍大幅增加。2年後，尼克森總統簽署國會通過的法案，拱門總區域大小縮減，但被升格為國家公園。
1980年，有人嘗試使用廚房清潔劑損壞古老岩刻，迫使公園請來物理學家阿斯米修復。阿斯米使用強烈光束（雷射）以清除大部分的清潔劑。

## 休閒活動

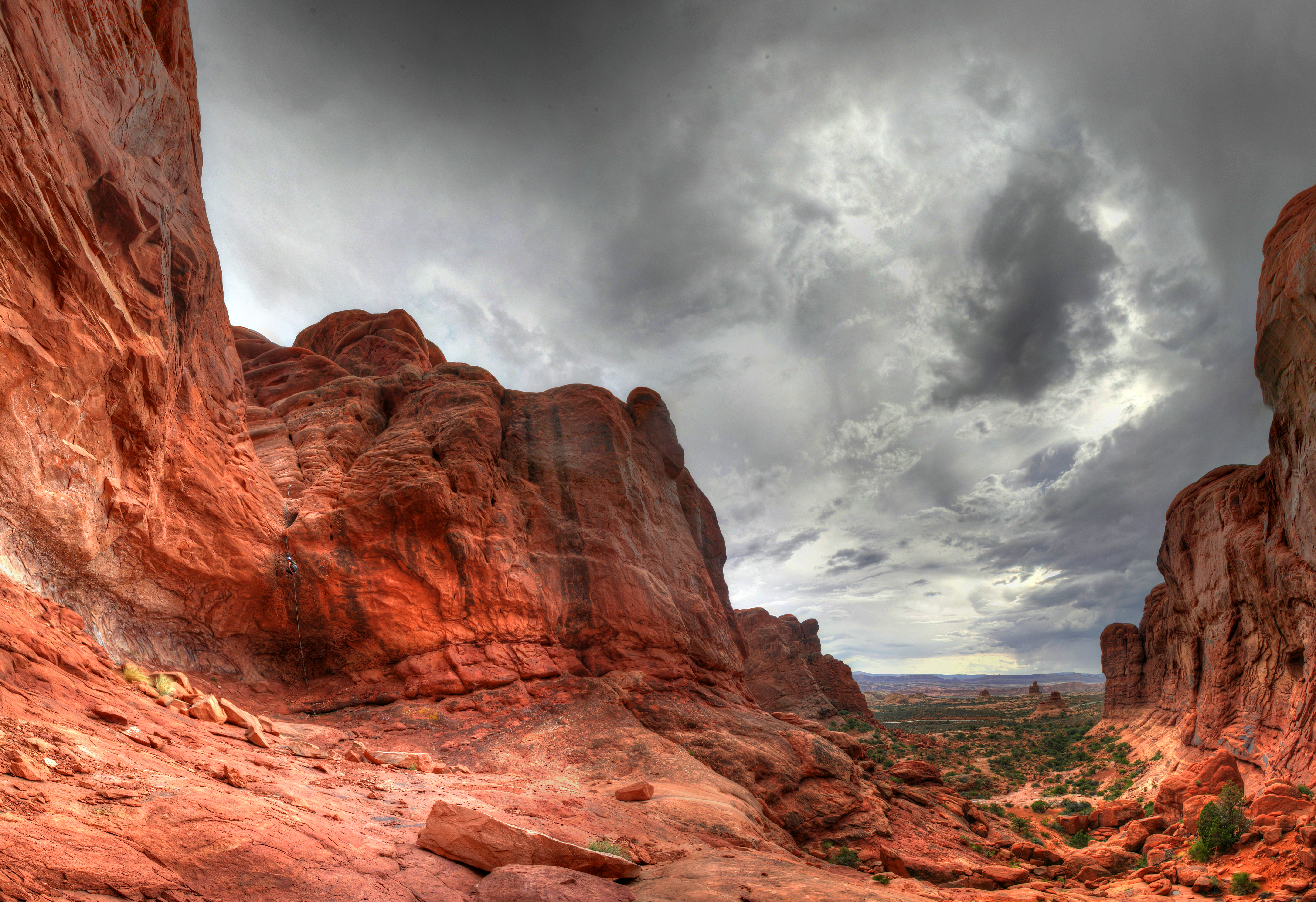
熱門景點象峰上的攀岩繩索

公園禁止攀爬平衡石或任何開口大於3英尺（0.9公尺）的拱門，但有條件開放攀爬其他地形。此外，公園也禁止走繩運動和低空跳傘。
雖然公園長期禁止攀爬拱門，但自從2006年5月迪安·波特在精緻拱門上進行自由攀登後，公園的規定被認為沒有約束力。同一個月內，公園就修訂了規則，開始強制執行禁令。
合法的休閒活動包括汽車旅遊、健行、騎單車、在魔鬼花園露營地露營、背包旅行、峽谷運動和攀岩（後3項活動需要申請許可）。另外也提供商業導覽和護林員（ranger）課程。
另外，觀星也是公園的熱門活動，但逐漸受到摩押等鄰近城鎮的光害影響。
通常被認為清晨或黃昏是最好的觀賞時間，因為太陽光的照射會使拱門呈深橙色。

## 宣傳
為了紀念國家公園和歷史遺跡，精緻拱門被選為2014年美國鑄幣局美麗國家公園25美分紀念幣上的圖樣。精緻拱門是2014年五個國家公園25美分幣中鑄造量最高的，數量達4億6500萬枚。
曾在1956和1957年擔任拱門國家紀念區護林員的美國作家愛德華·艾比，將那段時間的日記寫成《Desert Solitaire》。這本書的成功吸引了不少人造訪拱門，如徒步健行、山地單車和越野駕駛的愛好者。長達812英里（1,307公里），起自拱門國家公園的海杜克小道，就是以艾比書的角色海杜克命名。
犹他州车牌亦是以精致拱门为背景

## 動植物

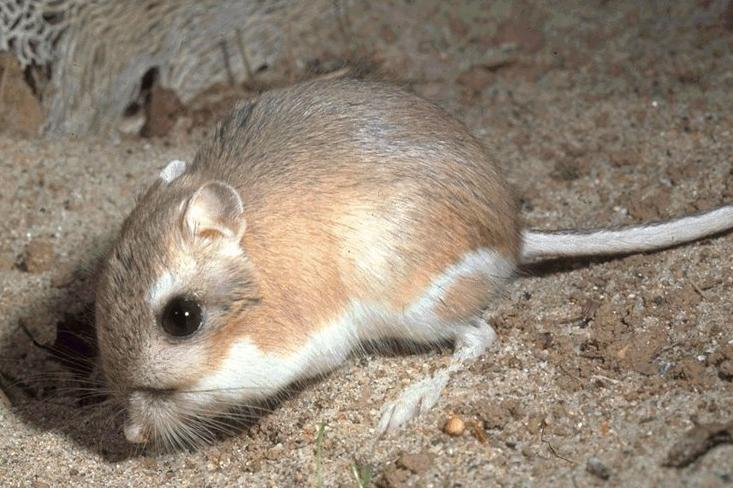
更格盧鼠

拱門國家公園中有許多野生動物。例如：北美鋤足蟾、羚松鼠、叢鴉、游隼，許多品種的麻雀、赤狐、沙漠大角羊、更格盧鼠、騾鹿、北美山獅、響尾蛇、絲蘭蛾和環頸蜥等等。
公園內也有不少植物。例如：仙人掌、長毛落芒草、叢生禾草、絹雀麥、地衣、苔類、地錢、猶他杜松、麻黃、貝母蘭、懸崖薔薇、四葉濱藜、矮松、月見草、匍匐美女櫻、絲蘭和圣曼陀罗等等。
生物土壤節皮是由藍菌、地衣、苔類、綠藻和微真菌構成，遍布於猶他州東南部，其纖維狀組織使土壤較為緊實，能抵抗侵蝕作用。在降雨量少的地區，生物土壤節皮也能吸收和儲存水分，讓大型植物能夠生長於上。

## 特色景點
其中最有特色的著名景點：

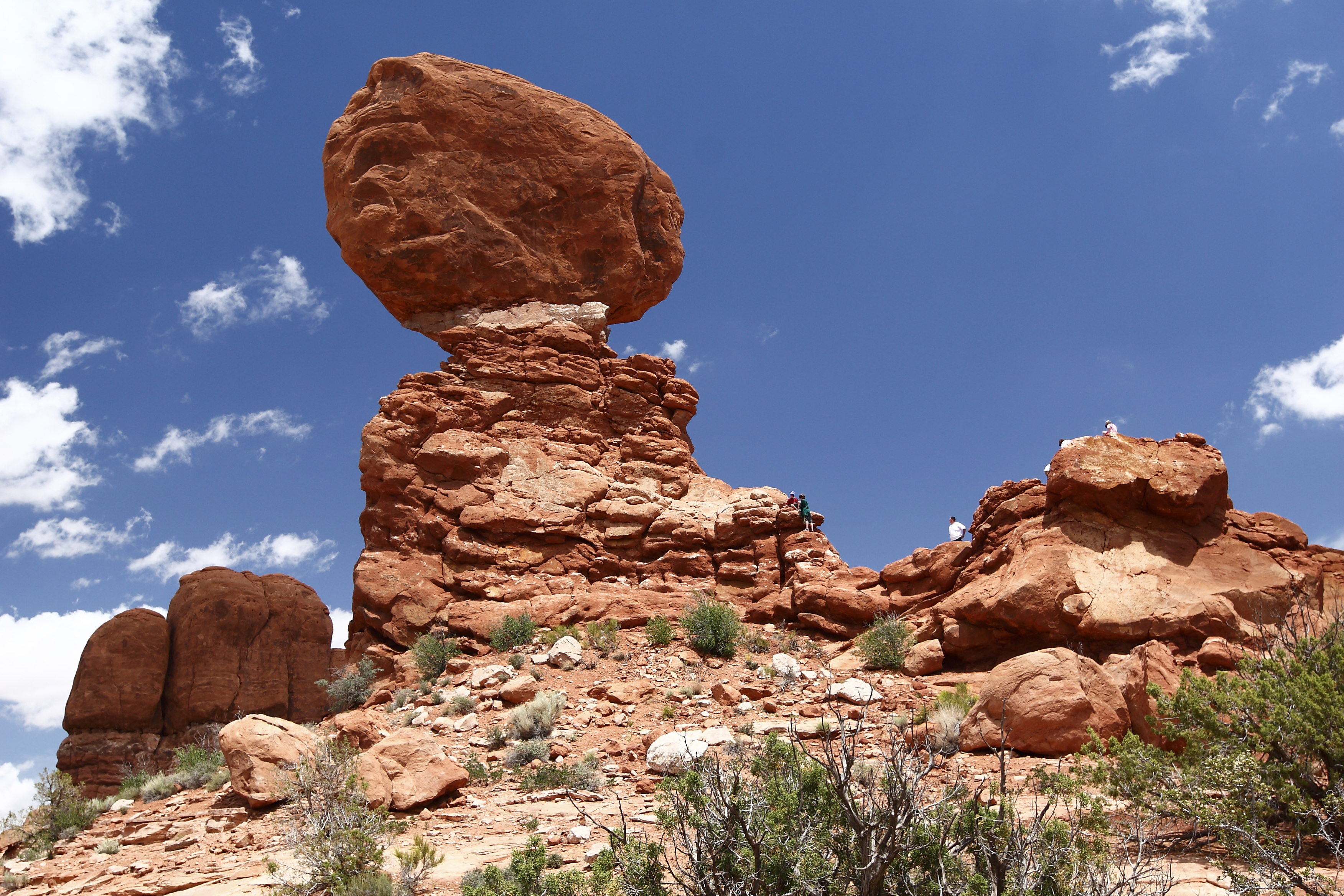
平衡石

- 平衡石（Balanced Rock）－體積相當於三輛校車的巨石立在岩頂
- 法院塔（Courthouse Towers）－一系列的高聳石柱
- 黑天使（Dark Angel）－一座高達150英尺（46公尺）的獨立砂岩柱，位於魔鬼花園步道終點
- 精緻拱門（Delicate Arch）－經歷長時間風雨侵蝕卻沒有倒塌，成為拱門國家公園和猶他州主要地標
- 魔鬼花園（Devil's Garden）－因散佈拱門和石柱而出名
- 雙零拱門（Double Arch）－兩個相同大小的拱門，其中一端相連
- 火爐（Fiery Furnace）－有類似迷宮的狹窄通道和高聳石柱（參考聖經典故，但以理書第三章）
- 景觀拱門（Landscape Arch）－位在魔鬼花園內，非常細長的拱門，長度達290英尺（88公尺），是公園裡最長的拱門
- 石化沙丘（Petrified Dunes）－從古老湖泊吹來的沙丘殘餘物，已被石化
- 牆壁拱門（Wall Arch）－位於魔鬼花園步道上，已於2008年8月倒塌[35][36]

## 圖庫

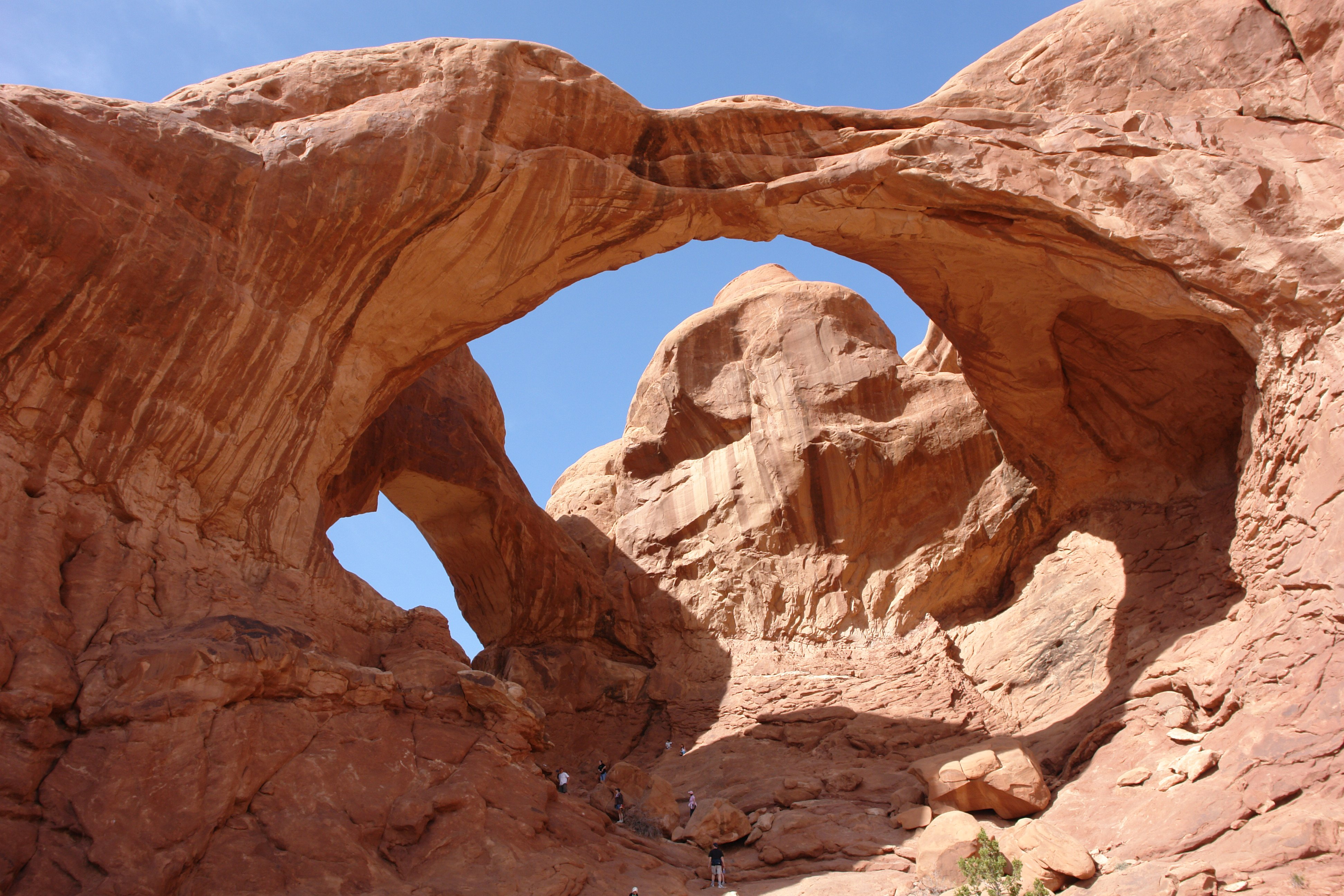
雙拱門（Double Arch）
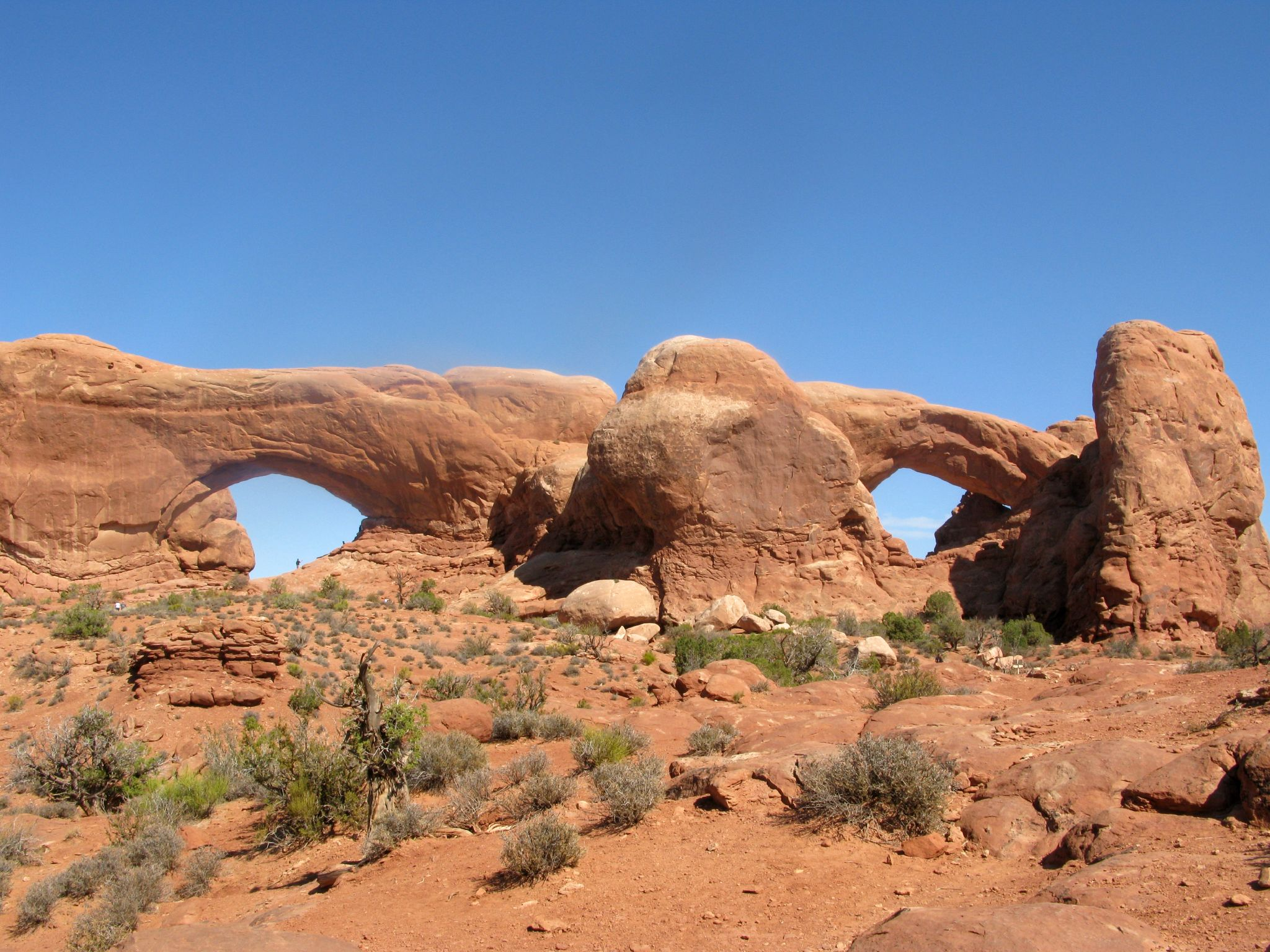
窗戶區（The Windows）
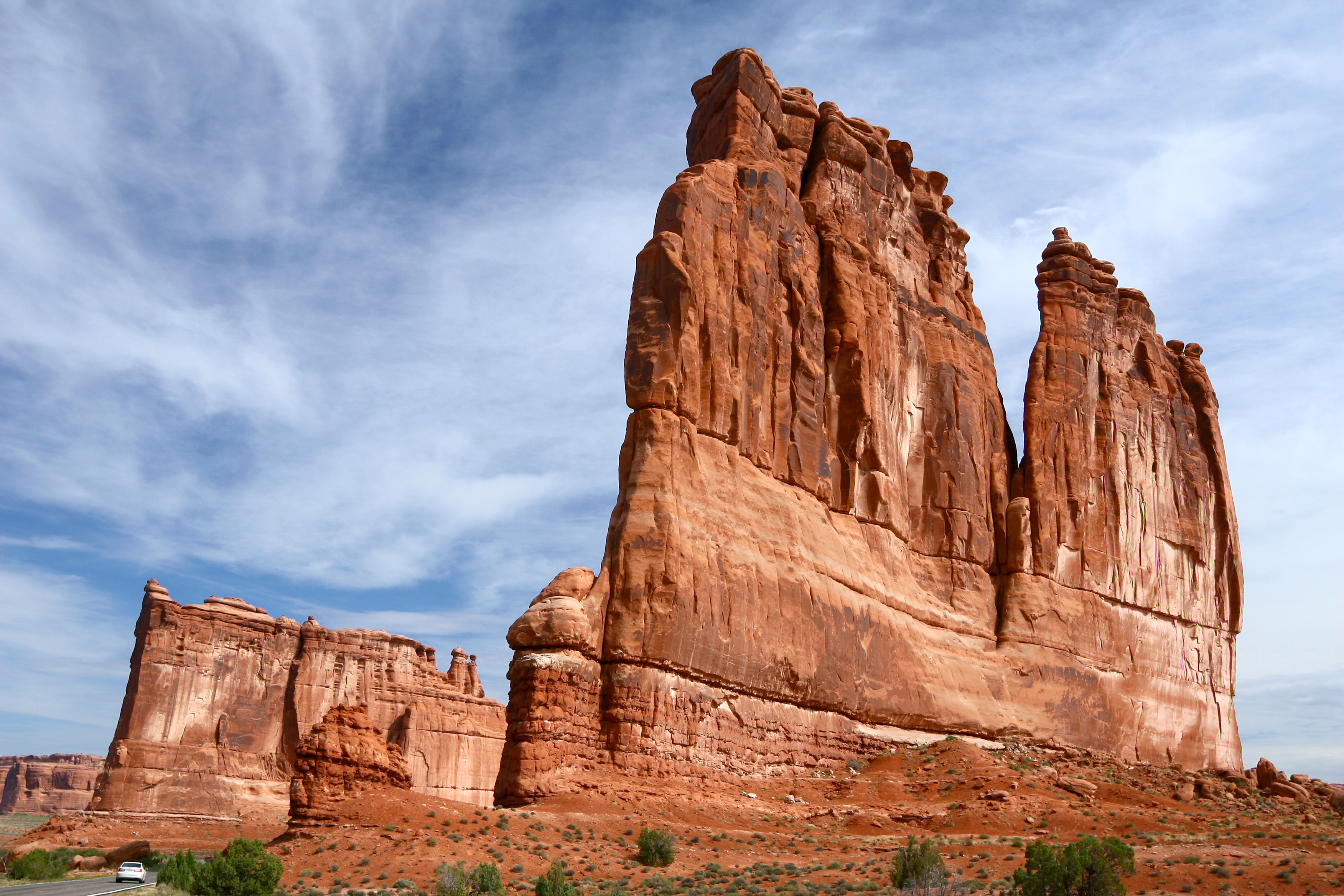
法院塔區的管風琴（The Organ）石柱
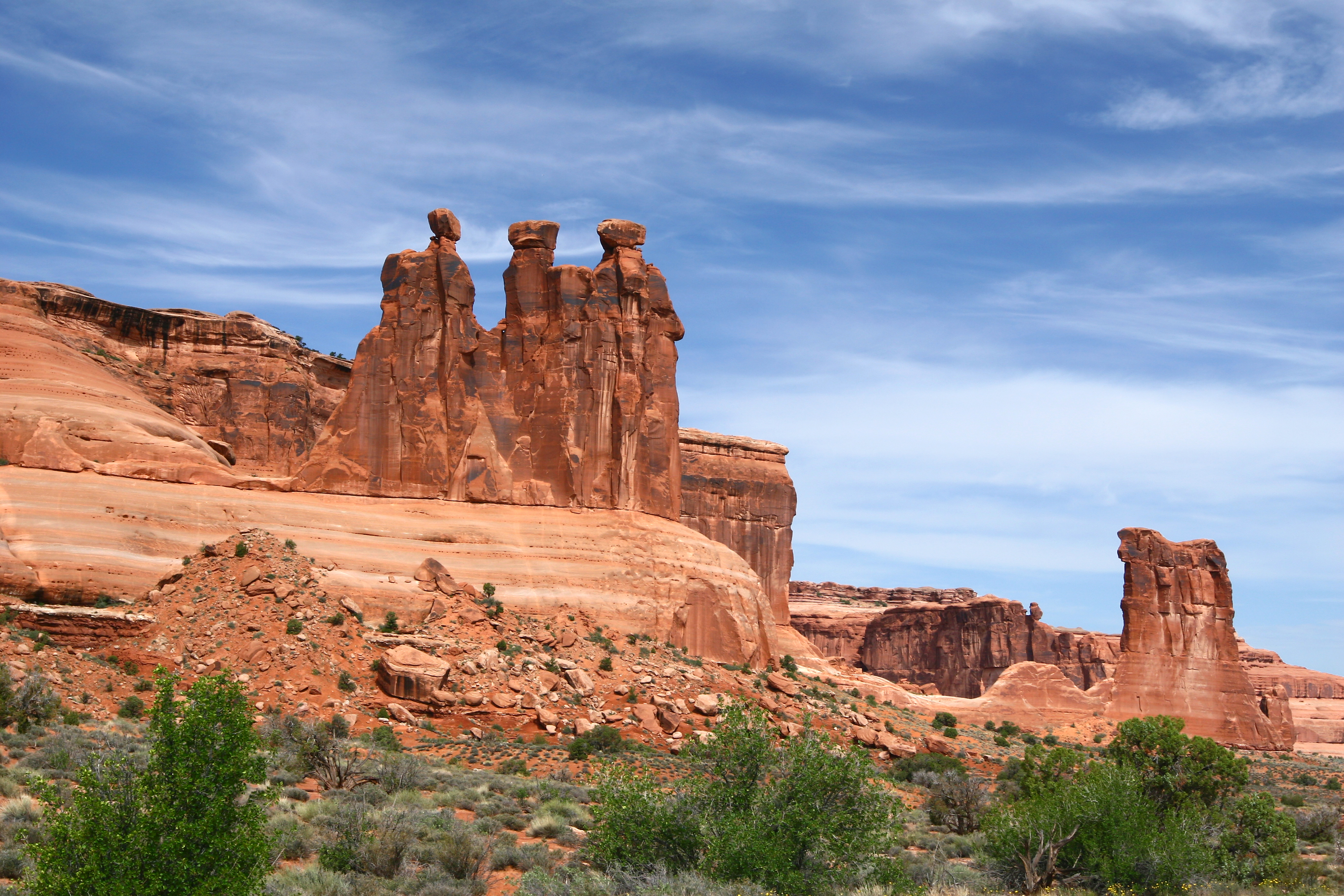
「The Three Gossips」石柱
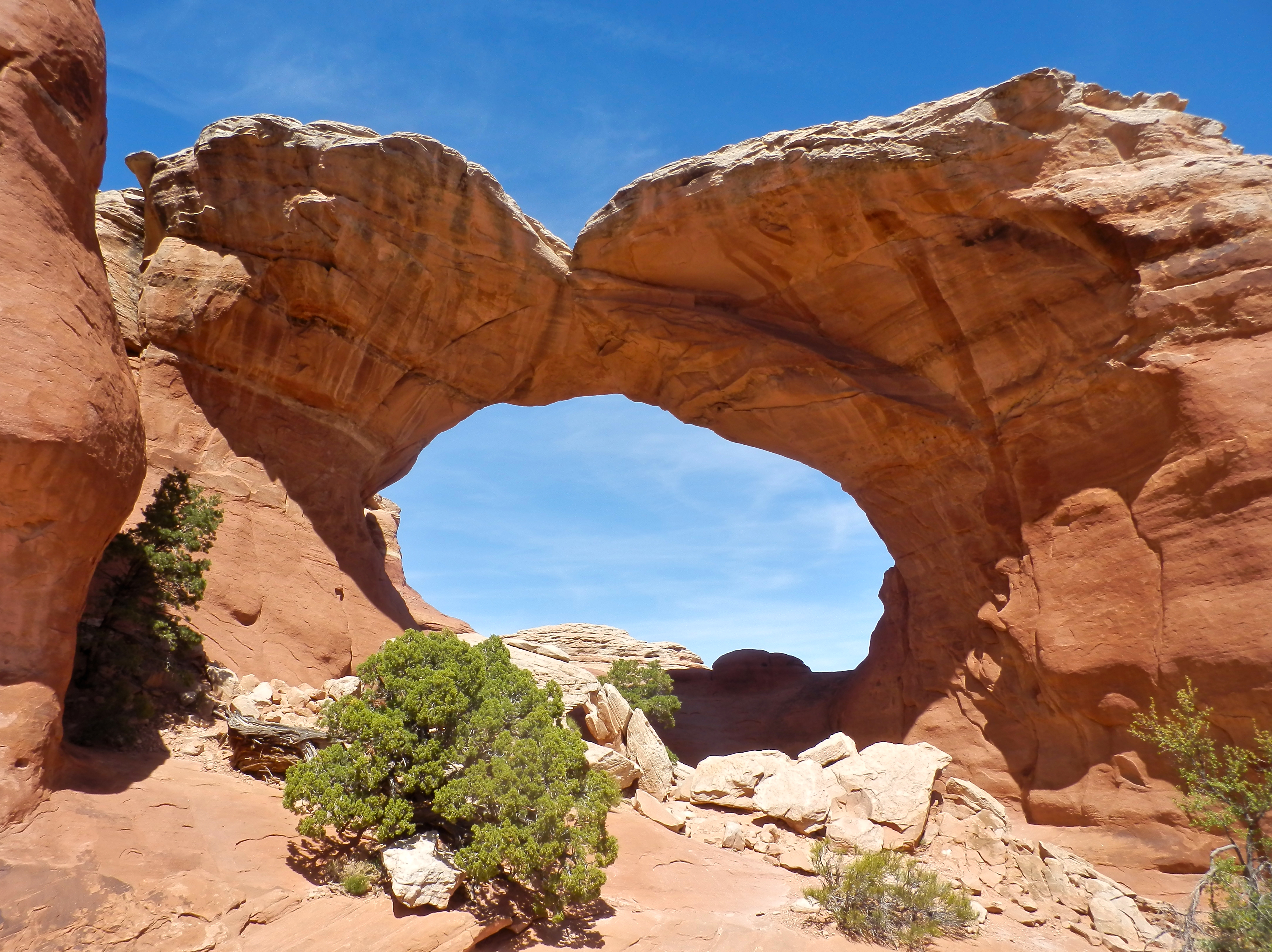
破碎拱門（Broken Arch）
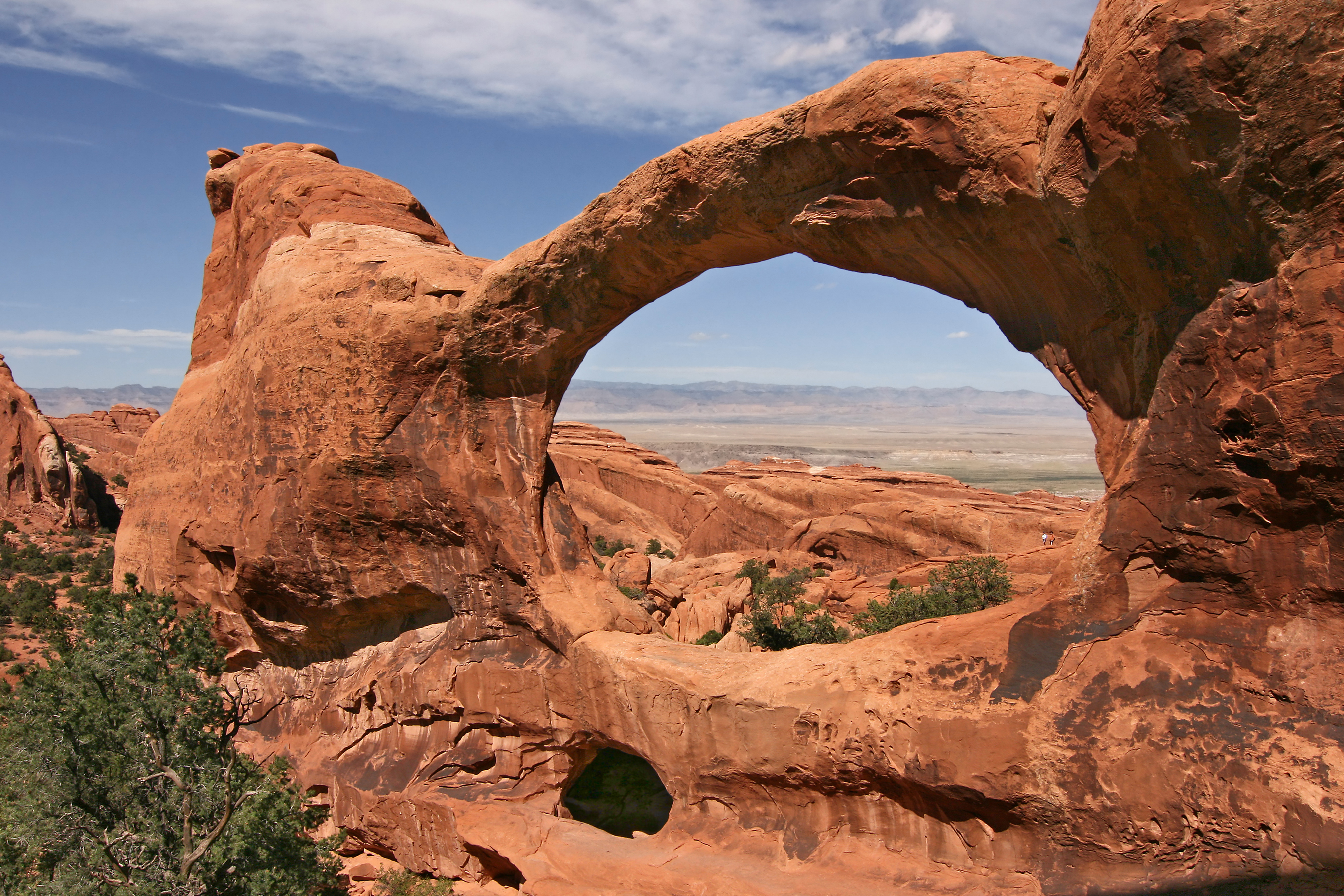
雙O拱門（Double O Arch）
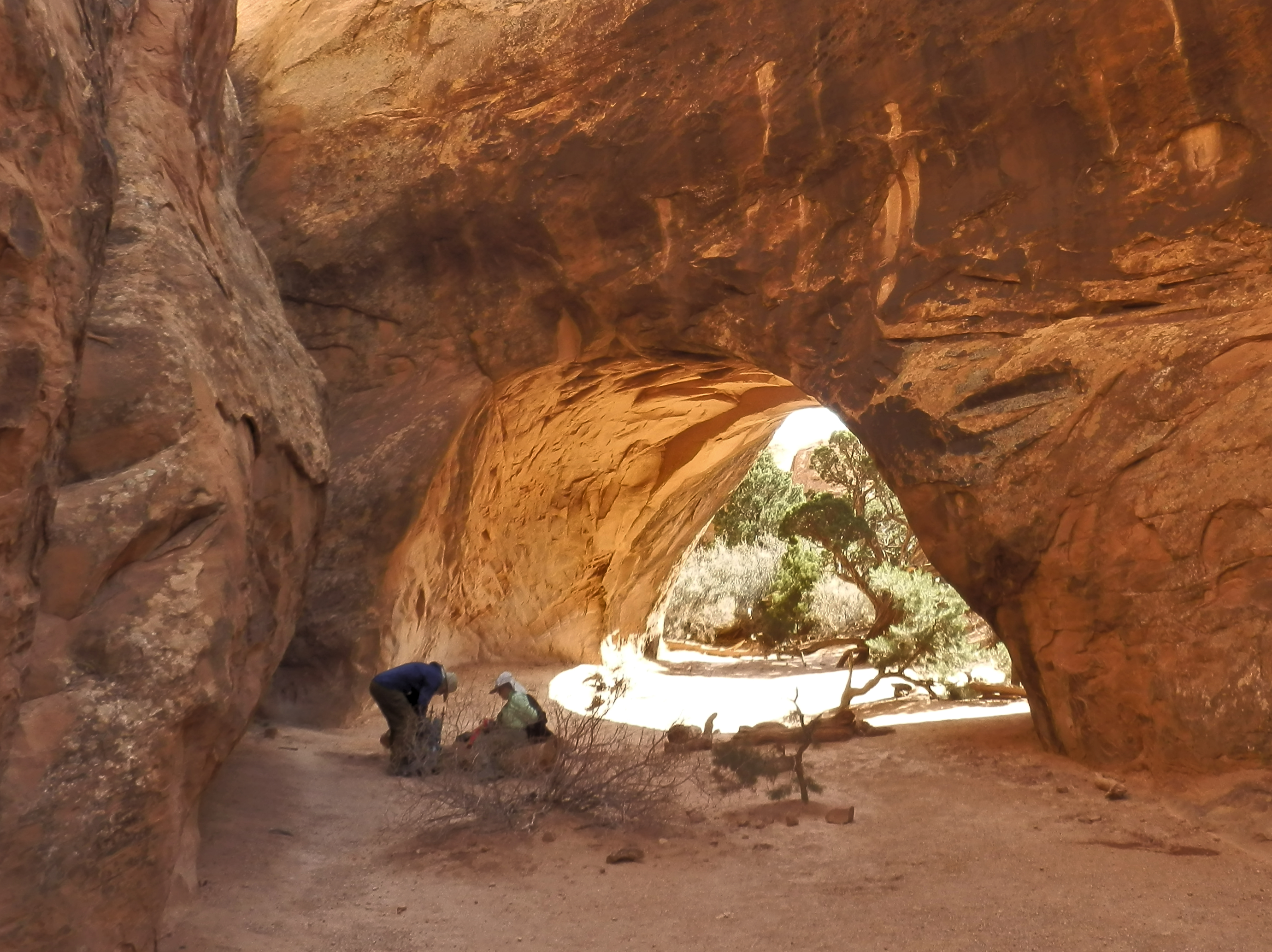
納瓦霍拱門（Navajo Arch）
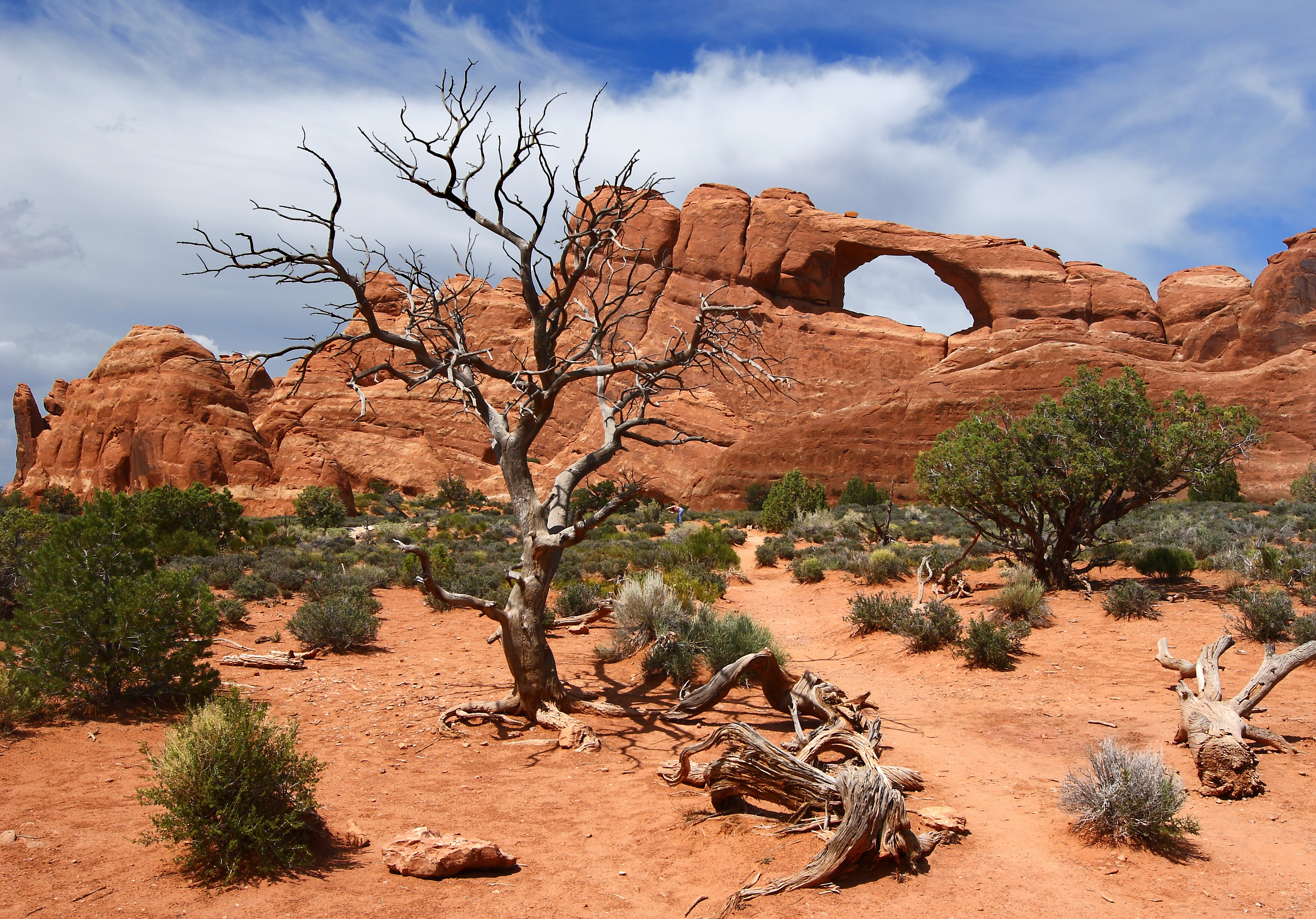
天際線拱門（Skyline Arch）
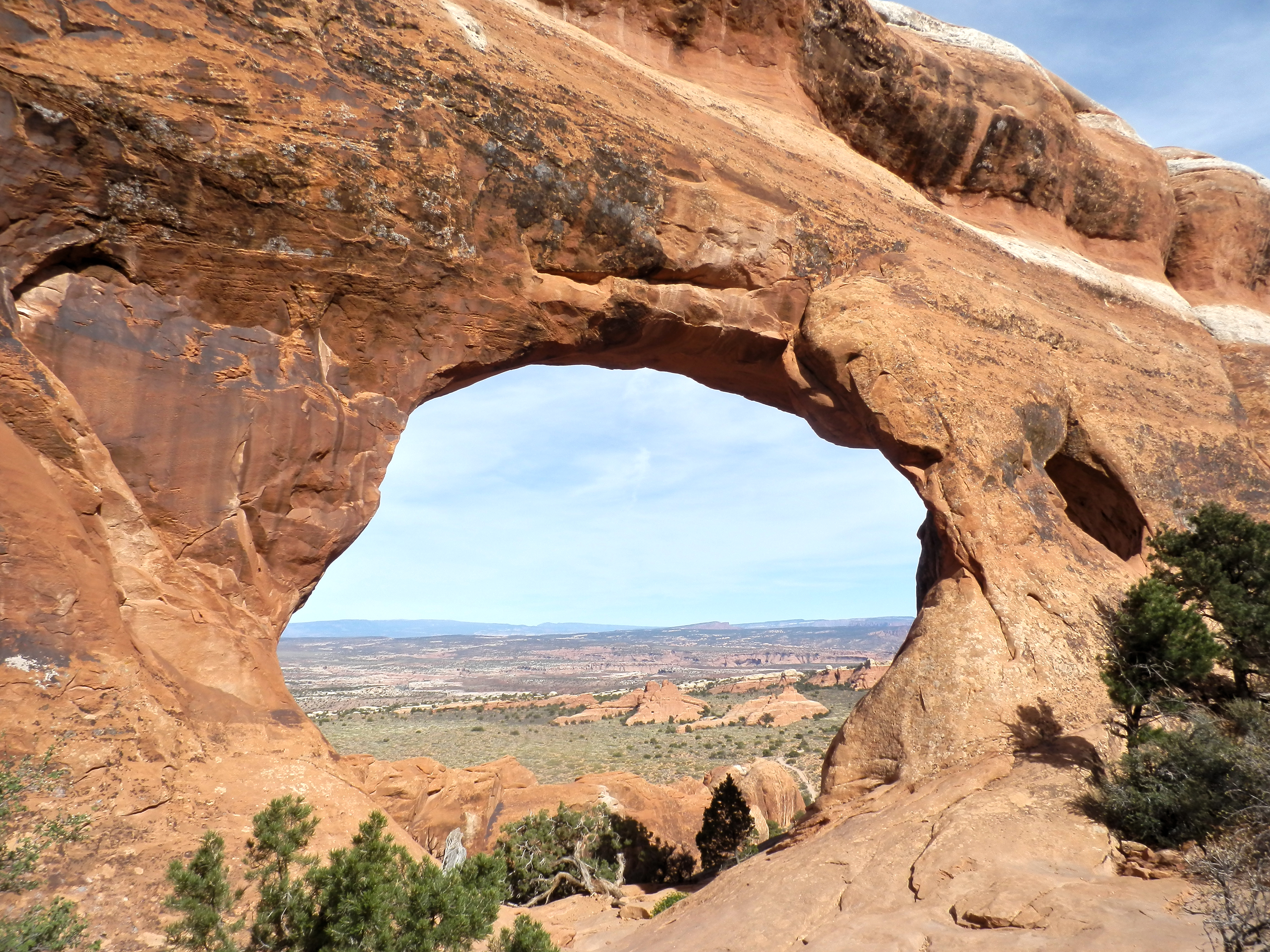
分割拱門（Partition Arch）
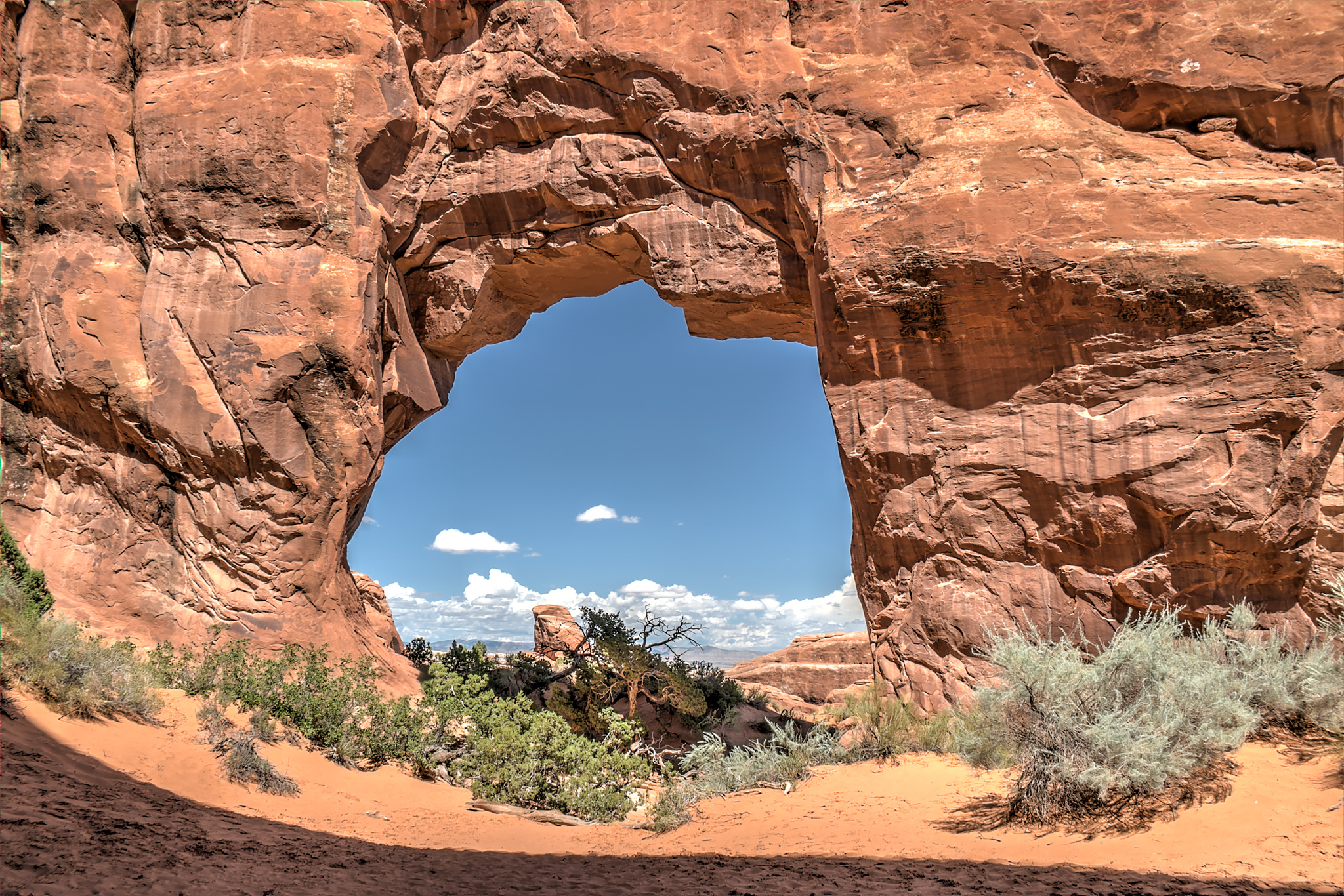
棕梠樹拱門（Pine Tree Arch）
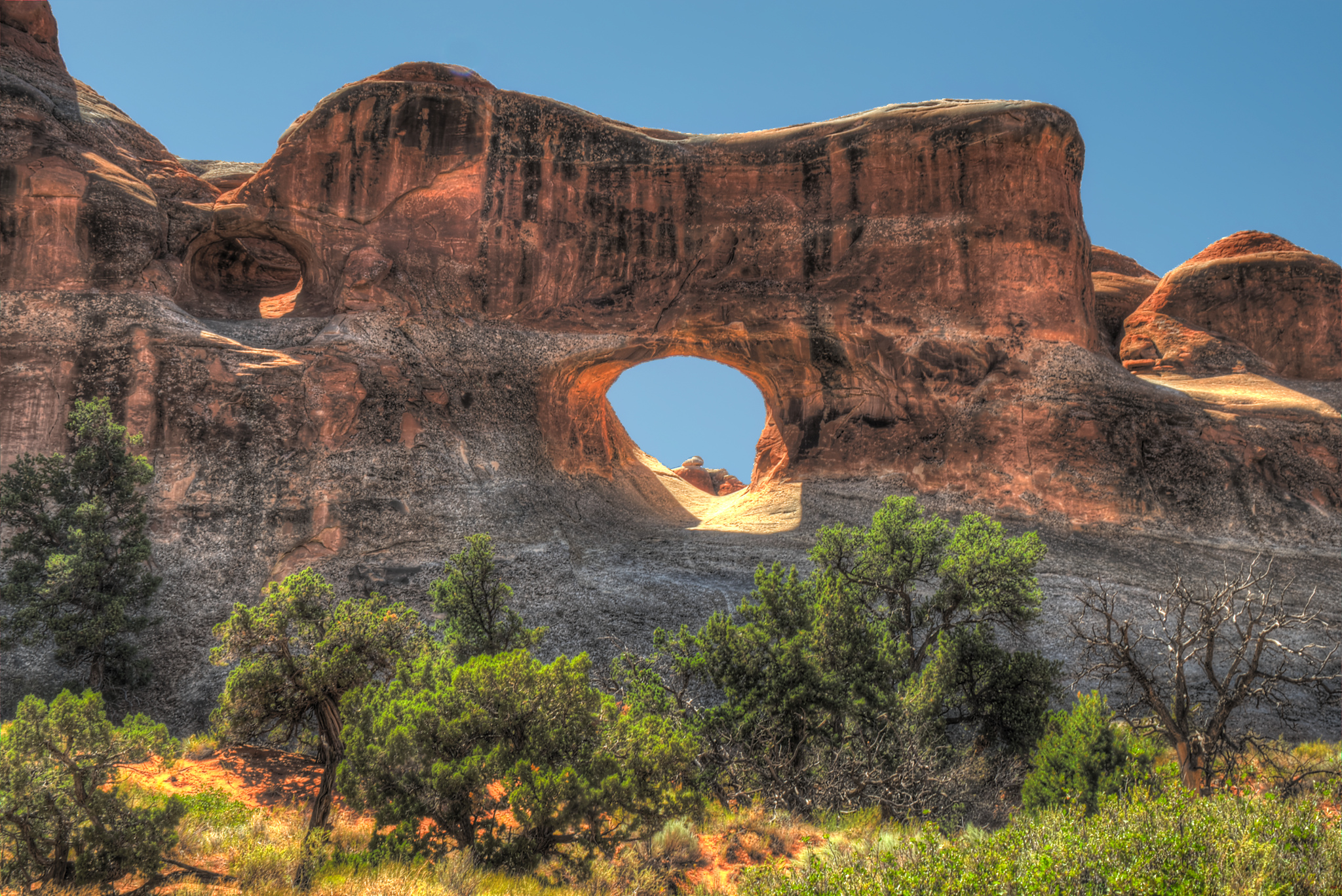
隧道拱門（Tunnel Arch）
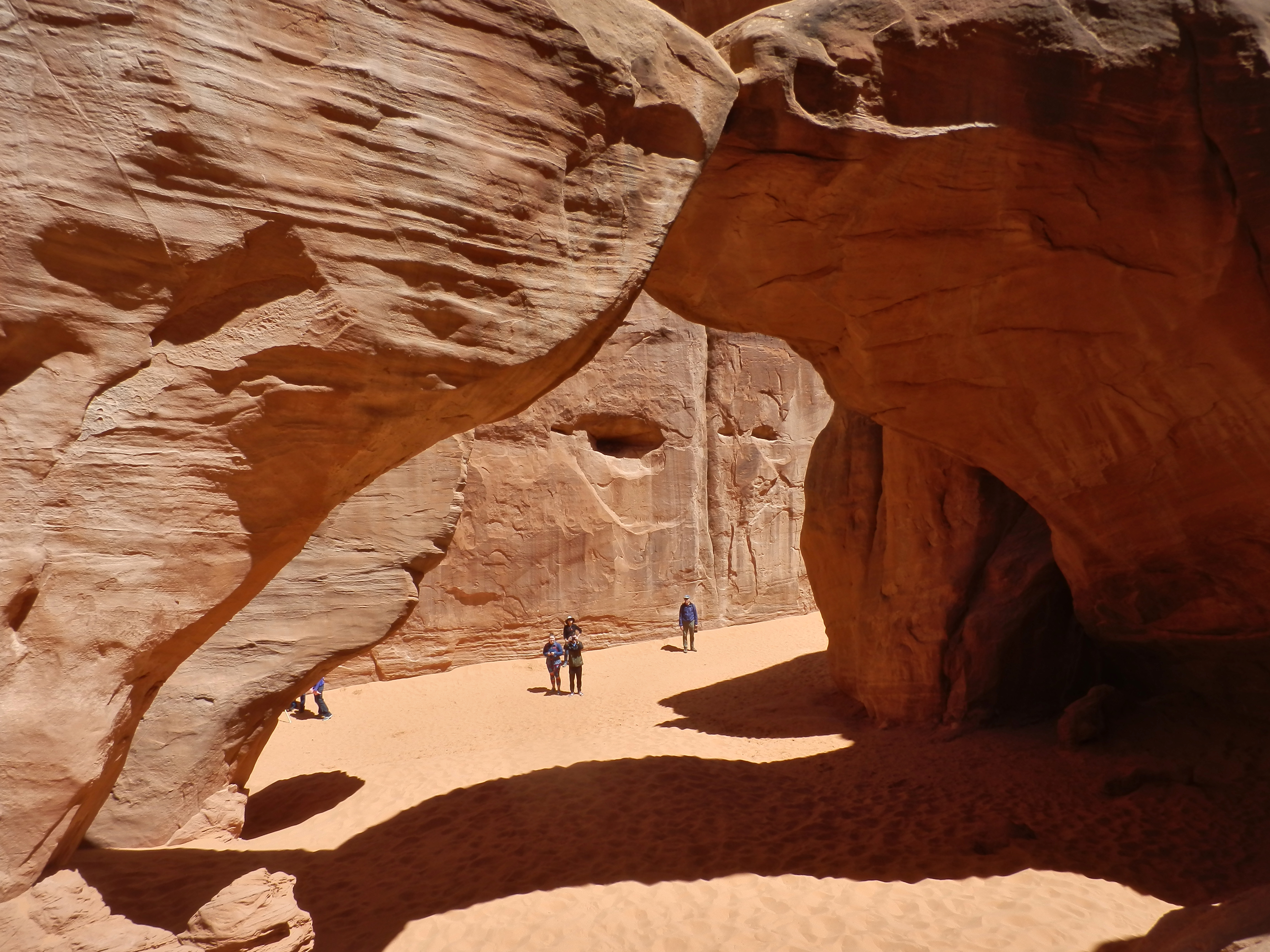
沙丘拱門（Sand Dune Arch）

## 外部連結
- Arch National Park Official Site （页面存档备份，存于）
- 天然拱門協會 （页面存档备份，存于）